# Охотничье оружие

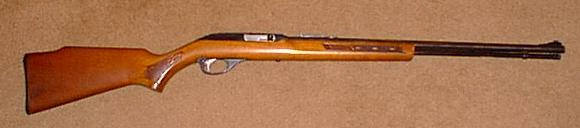
Охотничья винтовка Marlin Model 60 .22LR

Охотничье оружие — совокупность моделей, марок и образцов огнестрельного и холодного оружия, предназначенного для добывания дичи в промысловых, спортивных или любительских целях.

## История охотничьего оружия

### Холодное оружие
Традиционно используемое оружие на охоте считалось охотничьим. На ритуальном щите примерно 1450 года до нашей эры из гробницы Тутанхамона изображён правитель, убивающий львов ударами хопеша, очень популярного в конце бронзового века. Распространённым охотничьим оружием древних времён считалось копьё.

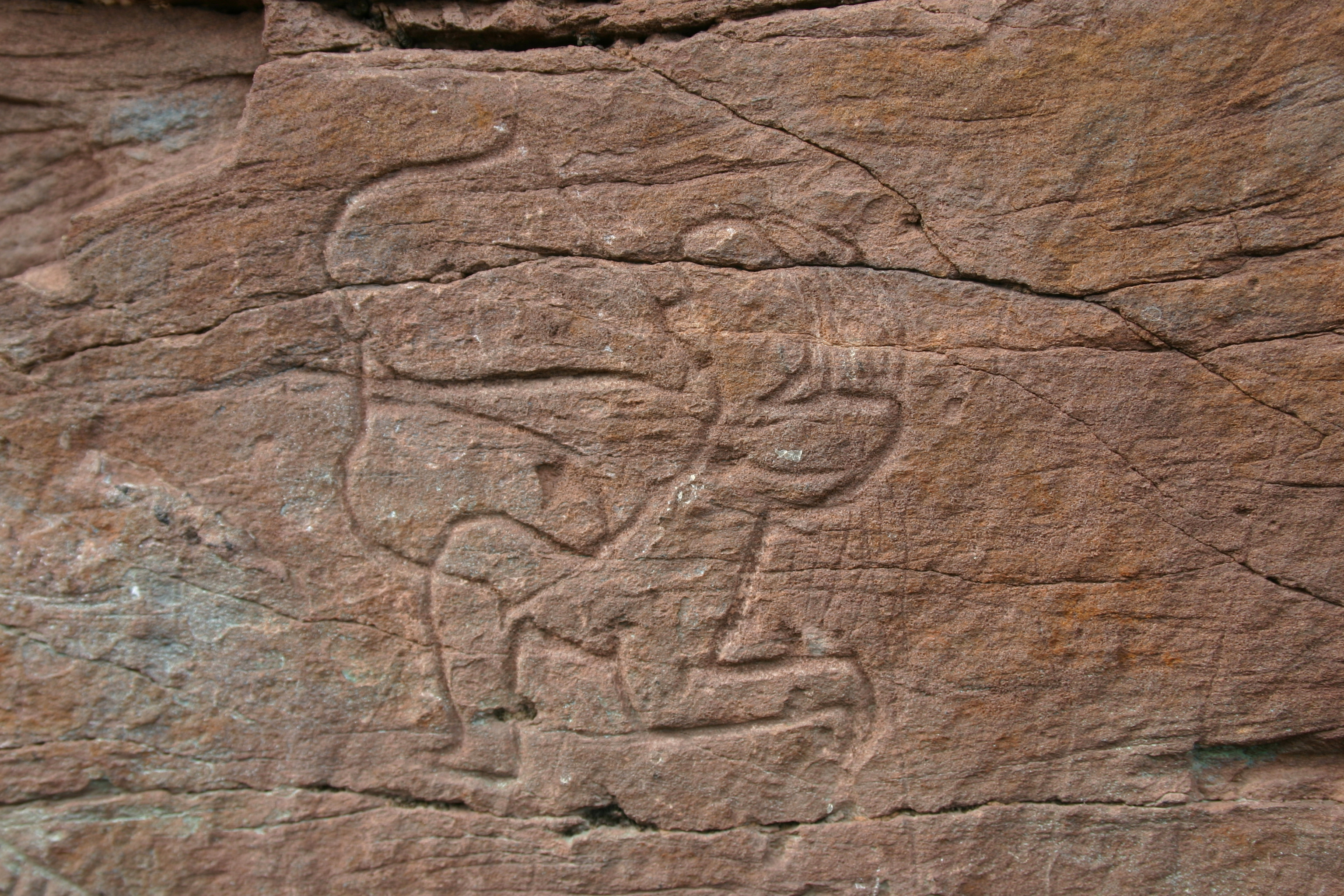
Лучник на фрагменте Сулекской писаницы

Первые свидетельства использования лука датируются около 1397 до н. э. и были обнаружены на рельефе одной из колесниц фараона Тутмоса IV. Такой лук использовали египетские, палестинские и сирийские охотники. Ассирийские изображения и фрески запечатлели сцены охоты Ассурнасирпала на львов с луком с колесницы. Нет точных данных, когда появились арбалеты, однако самые ранние образцы были обнаружены в Китае периода династии Хань, то есть между 206 г. до н. э. и 220 г. нашей эры. Арбалеты применялись в самострельных ловушках на лис до XIX века.
В средние века охота стала одним из важнейших событий придворного этикета королевских дворов и жизненной необходимостью в небольших деревнях. К концу XV века был разработан тип большого охотничьего меча специально для конного всадника против кабанов. В это же время появляется разновидность короткого охотничьего ножа, который в английских завещаниях иногда называли кинжалами. Французский посол маршал де Вьевиль в письме Генриху II упоминал охоту «с кинжалом в руке».
В XVI веке в Англии появилось развлечение знати в преследовании быков и медведей. Иоганн Георг I эрцгерцог Саксонский лично выходил на арену, чтобы, используя копьё, убить жертву.
Изначально понятие «пика» было синонимом термину «копьё», но начиная с XVII века его стали применять к копью с длинным древком и небольшим наконечником. При применении в качестве охотничьего оружия пика обладала ограниченными возможностями, но с её помощью конный охотник после долгой охоты мог обездвижить добычу одним ударом. Размер пики был 4-6 метров, а вес — примерно 1,5 килограмма.

### Огнестрельное оружие

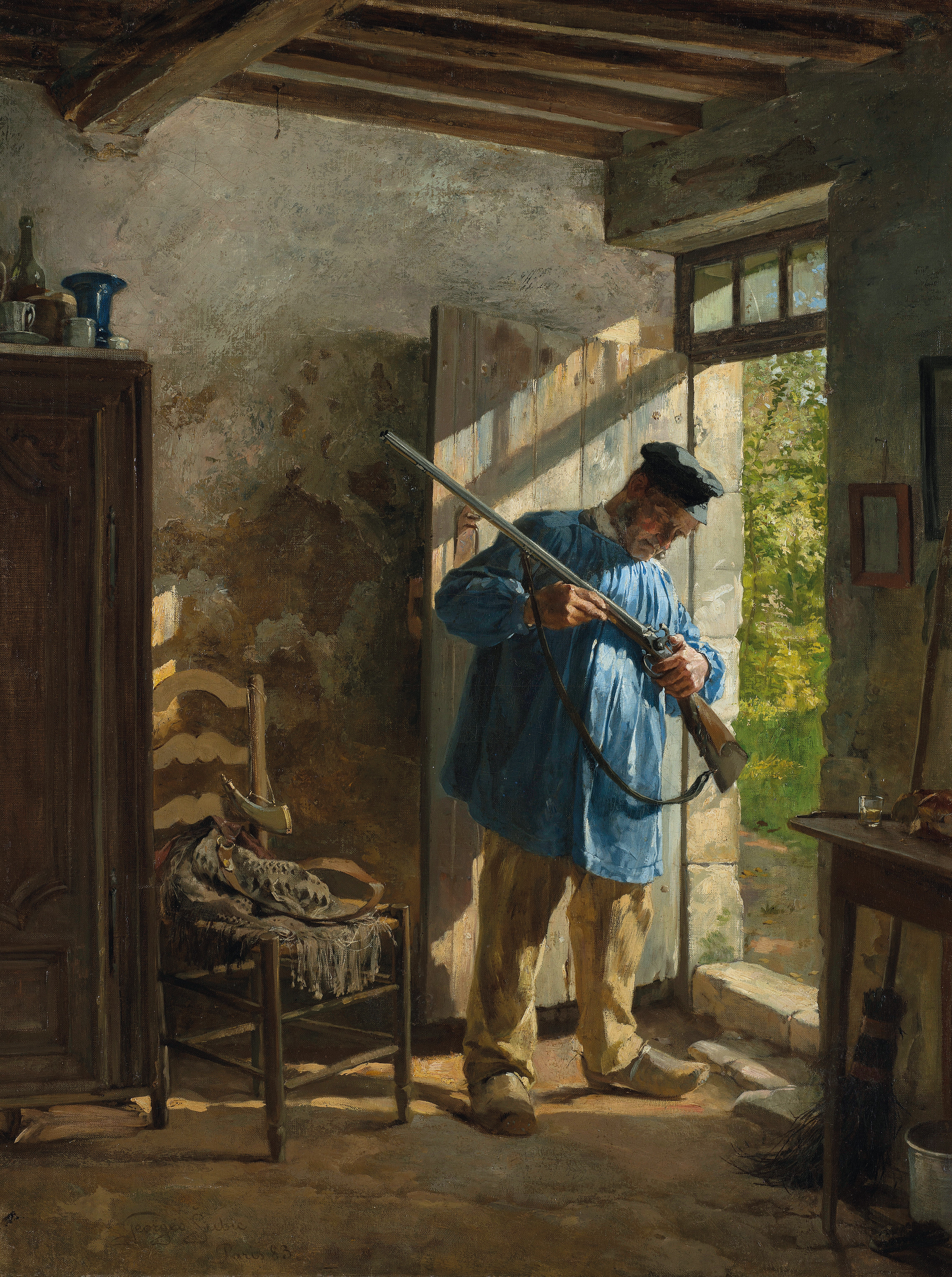
«Перед охотой». Картина Юрия Шубица, изображающая охотника, осматривающего своё ружьё

Начиная с XV века огнестрельное оружие начало вытеснять арбалеты из охотного дела. Например, Максимилиан I не одобрял использование «дьявольских ружей» на охоте. Он хвастался, когда убивал серну из арбалета с расстояния в 200 ярдов, чего не мог сделать охотник с помощью ружья. Однако именно Максимилиан был нарисован на одном из первых изображений, свидетельствующих о применении огнестрельного оружия на охоте.
Широко использоваться огнестрельное оружие на охоте начало со второй четверти XVI века. Так, в 1535 году в Неаполе появилась первая книга об охотничьем оружии руки Пабло дель Фукара под названием «Арбалеты, мушкеты и аркебузы», которая была посвящена личному оружию. В 1583 году в своей поэме «Удовольствие охоты» Клод Гуше описал приёмы стрельбы из аркебузы по диким уткам, оленям и кабанам. На гравюрах, выполненных по эскизам Йоста Аммана и Страдануса, видно, что к дичи подкрадывались пешком или стреляли из естественных укрытий. Любимой мишенью на озёрах осталась водяная птица, но в этом случае нужна была специально обученная охотничья собака. К середине XVII века оружие с кремнёвыми замками было улучшено настолько, что можно было убивать летящую птицу на большом расстоянии.
В конце XVIII века во Франции разработали ружья с четырьмя стволами, в комплект которых входили ещё четыре кремнёвых замка и четыре спусковых крючка. Появились варианты ружей с двумя стволами. Стволы размещали горизонтально или вертикально относительно друг друга. Первые подобные образцы с колесцовыми замками и двойными курками появились не ранее второй половины XVIII века.
Кремнёвые ружья в начале XIX века сильно отличались от тех, что выпускались в предшествующие столетия. Джозеф Ментон в 1813 году собрал подобие замка, которое при спуске издавало «забавный музыкальный звук», а в 1823 году Джон Бедкок рекламировал пневматическое устройство типа «водяная тренога», которое якобы позволяло охотнику перебираться через ручьи и озёра в ходе преследования добычи. 16 апреля 1817 года некто мистер Дигнум в «Охотничьем клубе старомодных простаков» декламировал песню:
Патентуют все вокруг
Каждый болт и каждый звук,
Курок, крючок, затвор и мушку,
Любую, словом, безделушку...
В начале XX века скандинавские китобои в промысловой охоте использовали тяжёлые арбалеты для метания гарпунов. Они были деревянными, длиной около 1 метра.

## Классификация современного охотничьего оружия
В большинстве стран установлены определённые ограничения на использования того или иного оружия в качестве охотничьего. В целом современное оружие для охоты можно разделить на:
- Холодное;
- Пневматическое;
- Метательное;
- Огнестрельное.

По применяемым снарядам огнестрельные ружья подразделяются на гладкоствольные для стрельбы дробью и нарезные, приспособленные для стрельбы только пулей. По принципу ударной системы выделяют курковые (с наружными курками) ружья и бескурковые, с курками внутренними. В зависимости от числа стволов ружья разделяют на:
- Одноствольные однозарядные или магазинные, с ручной перезарядкой или самозарядные, то есть отстрелянная гильза заменяется автоматически;
- Двуствольные с вертикальным или горизонтальным расположением стволов;
- Трёхствольные (комбинированные). В указанном типе присутствуют два ствола дробовые, а третий — пулевой;
- Четырёхствольные ружья (редкие экземпляры)[5].